# Улянівка (Синельниківський район)
Уля́нівка — село в Україні, у Васильківській селищній громаді Синельниківського району Дніпропетровської області. Населення становить 21 особа.

## Географія
Село Улянівка розташоване за 90 км від обласного центру та 44 км від районного центру, на лівому березі річки Вовча. На півдні межує з селом Іванівка, на сході з селищем Васильківка та на півночі з селищем Правда.

## Історія
11 серпня 2016 року, в ході децентралізації, село увійшло до складу Васильківської селищної громади Васильківського району.
12 червня 2020 року, відповідно до розпорядження Кабінету Міністрів України № 709-р від «Про визначення адміністративних центрів та затвердження територій територіальних громад Дніпропетровської області», увійшло до складу Васильківської селищної громади.
19 липня 2020 року, в результаті адміністративно-територіальної реформи і ліквідації Васильківського району, село увійшло до складу новоутвореного Синельниківського району.